# Mahmood Munim
Abdul Mahmood Munim (arabisch عبد المنعممحمود; * 1941 in Bagdad) ist ein ehemaliger irakischer Radrennfahrer.

## Sportliche Laufbahn
Munim war im Straßenradsport aktiv und Teilnehmer der Olympischen Sommerspiele 1960 in Rom. Im olympischen Straßenrennen schied er aus. Sein Landsmann Hamid Oraibi und Munim waren die ersten irakischen Radsportler, die an Olympischen Spielen teilnahmen.